# Rue Émile-Zola (Lyon)
Pour les articles homonymes, voir Rue Émile-Zola.
La rue Émile-Zola est une voie située dans le 2e arrondissement de Lyon, qui relie la place Bellecour à la place des Jacobins après avoir traversé la rue des Archers ; elle appartient à la zone classé au patrimoine mondial par l'UNESCO. C'est l'une des rues commerçantes les plus fréquentées de Lyon, ayant de nombreux magasins réservés à une clientèle huppée.

## Origine du nom
Elle est nommée Émile Zola en hommage à l'écrivain du même nom.

## Histoire
La voie est percée par François de Beaumont, baron des Adrets, au XVIe siècle, vers 1562, pour relier plus facilement le champ de manœuvre qu'est à cette époque la place Bellecour depuis le couvent des Jacobins où il réside après la prise de Lyon par ses troupes protestantes. L'occupation protestante de la ville (1562-1564) permet de réaliser militairement des travaux que le consulat lyonnais n'a pas su imposer aux congrégations religieuses catholiques. Elle est alors nommée rue Saint-Dominique, nom changé en rue Chalier en 1793, et reçoit son nom actuel après délibération du conseil municipal du 14 octobre 1902 et fut principalement composée de maisons des fabricants de soie, de textiles en or ou en argent. La rue a eu deux hôtels prestigieux accueillant les voyageurs à Lyon au XIXe siècle : l'Hôtel du Commerce et de l'Hôtel des Courriers.
Le restaurant Lucotte, détenu par Couderc en 1827, avait son plafond décoré d'une peinture à l'huile par Sarrabat intitulée Sunrise, réalisée vers 1710. En 1835, la Compagnie du Gaz de Perrache fit ses premières tentatives d'allumage de gaz dans cette rue. En 1864, l'enseigne de la coutellerie Lacouture était un robot habillé en rouge.
L'ingénieur des ponts et chaussées, directeur des Services de la voirie jusqu'à sa démission le 11 février 1873, Pierre Alphonse Celler, a vécu au n°6.
L'historien et écrivain lyonnais du XIXe siècle Aimé Vingtrinier a vécu au numéro 3, ce que rappelle une plaque fixée à la porte. Parmi les habitants historiques de la rue, on peut citer Jean-Jacques Rousseau, de nombreux juges, trésoriers, sculpteurs et architectes au cours des 18e et XIXe siècles. Le poète lyonnais Alexis Rousset naquit dans cette rue. Au XVIIe siècle, le numéro 3 fut la maison du Seigneur de la Croix-Rousse, Simon-Claude Boulard de Gatelier. Les bureaux de la Compagnie du Canal de Givors étaient au numéro 14 en 1843.
Entre 2023 et 2024, la rue connaît quatorze mois de travaux liés à son réaménagement en zone de rencontre dans le cadre du plan d’aménagement de la voirie « Presqu’île à vivre ». Le 11 décembre 2024, le président de la Métropole Bruno Bernard et le maire Grégory Doucet inaugurent la rue recouverte d’un revêtement pavé et agrémentée de 11 nouveaux arbres, une première dans cette rue. Cette dernière est d’ailleurs à cette occasion le théâtre d’un échange entre les dirigeants Écologistes locaux et les opposants au plan « Presqu’île à vivre ».

## Architecture et description
D'abord large, la rue se rétrécit dans sa seconde partie. Elle commence avec une tour d'angle du XXe siècle sur la place des Jacobins. Il reste des balcons d'époque et de belles portes, en bois ou en pierre avec des têtes sculptées, certains d'entre elles pouvant être franchies. Certaines portes mènent à des cours, comme au numéro 15. Les plupart des bâtiments datent des 18e et XIXe siècles, avec des entrées fortement décorées.
Signe de sa richesse, elle a été décrite comme une rue bourgeoise en raison de la présence de nombreuses boutiques haut de gamme, notamment des boutiques de vêtements, des bijouteries, etc.